# Walckenaeria yunnanensis
Walckenaeria yunnanensis är en spindelart som beskrevs av Xia et al. 200. Walckenaeria yunnanensis ingår i släktet Walckenaeria och familjen täckvävarspindlar. Inga underarter finns listade i Catalogue of Life.